# Step by Step (canción de New Kids on the Block)
«Step by Step» (en español, Paso a paso) es el sencillo más vendido de New Kids on the Block. Las voces principales fueron cantadas por Jordan Knight. Danny Wood cantó la parte de "Step 1", Donnie Wahlberg la de "Step 2", Jordan Knight cantó "Step3", Joey McIntyre hizo lo mismo con "Step 4", mientras que Knight interpretó "Step 5". 
Escrito por Maurice Starr, fue un gran éxito mundial, vendió millones de copias en todo el mundo, lo que lo convirtió en uno de los sencillos más vendidos de 1990. Fue el primer sencillo del álbum del mismo nombre, publicado el 10 de mayo de 1990. La canción pasó tres semanas en el puesto n.º 1 en el Billboard Hot 100 de EE. UU. Y finalmente se certificó como platino; también pasó dos semanas en el # 1 en la lista de sencillos canadienses, en total «Step by Step» pasó cinco semanas en el # 1 en las listas de angloamerica. También alcanzó el puesto n.º 2 en la lista de sencillos del Reino Unido y también fue un éxito en el top 10 en las listas de Australia, Francia, Alemania, Irlanda y Noruega. «Step by Step» fue inicialmente grabado por uno de los otros grupos de Maurice Starr, The Superiors y fue lanzado como sencillo en 1987. 
El hermano de Donnie Wahlberg, Mark Wahlberg, aparece en el vídeo de esta canción. 

## Éxito popular
«Step by Step» fue elegido # 4 en una encuesta de Smash Hits de "Best Boyband songs...Ever" ("Las mejores canciones de Boyband... de siempre") y también figura en la lista de los 30 mejores Guilty Pleasures (placeres culpables) en el sitio de música de About.com.
La canción fue votada # 7 en una encuesta a los espectadores de las mejores canciones de una Boyband/Girlband en el programa UChoose40 de Nueva Zelanda. También fue votado como # 1 en una encuesta de los mejores Guilty Pleasures en el mismo programa. Le ganó a canciones como el clásico éxito de Queen «Bohemian Rhapsody», que terminó cuarto en la encuesta. 
En agosto de 2007, se confirmó que "Step by Step" sería parte de una lista de canciones de 30 canciones en la nueva edición de la serie "Singstar" titulada SingStar 90s, un juego de estilo karaoke en canciones clásicas de los 90. 
Además, fue elegido como parte de Just Dance, un juego de baile de 32 pistas en noviembre de 2009 para Wii. 
En enero de 2015, el canal de televisión de la revista Heat lo colocó en el puesto # 17 en su cuenta regresiva "Greatest Boyband Anthems". 

## Listas de éxito

### Listas semanales
| Lista (1990)                              | Posición más alta |
| ----------------------------------------- | ----------------- |
| Australia (ARIA)                          | 8                 |
| Austria (Ö3 Austria Top 40)               | 12                |
| Bélgica (Ultratop 50 Flanders)            | 6                 |
| Canadá Canada Top Singles (RPM)           | 1                 |
| Canadá Canada Adult Contemporary (RPM)    | 19                |
| Finlandia Finnish Singles Chart           | 7                 |
| Francia French Singles Chart              | 10                |
| Grecia (IFPI)                             | 2                 |
| Irlanda (IRMA)                            | 5                 |
| Italia Italian Singles Chart              | 22                |
| Países Bajos (Dutch Top 40)[15]           | 12                |
| Países Bajos (Single Top 100)[16]         | 13                |
| (Recorded Music NZ)[17]                   | 3                 |
| Noruega (VG-lista)[18]                    | 3                 |
| España Spain Top 40 Radio[19]             | 1                 |
| Switzerland (Schweizer Hitparade)[20]     | 17                |
| Swedish Singles Chart[21]                 | 13                |
| UK Singles (Official Charts Company)[22]  | 2                 |
| US Billboard Hot 100[23]                  | 1                 |
| US Hot R&B/Hip-Hop Songs (Billboard)[24]  | 48                |
| West Germany (Official German Charts)[25] | 8                 |

### Year-end charts
| Chart (1990)                    | Position |
| ------------------------------- | -------- |
| Canada Top Singles (RPM)        | 17       |
| New Zealand (Recorded Music NZ) | 22       |
| US Billboard Hot 100            | 33       |

### All-time charts
| Chart (1958-2018)    | Position |
| -------------------- | -------- |
| US Billboard Hot 100 | 505      |

## Versiones
«Step by Step» fue versionado por The Lemonheads en su EP de 1991 Favourite Spanish Dishes. También ha sido interpretado por las boyband 2Be3 y Lyte Funky Ones. 